# Vertrag von Bromberg
Der Vertrag von Bromberg war ein am 6. November 1657 in Bromberg zwischen dem polnischen König Johann II. Kasimir und Kurfürst Friedrich Wilhelm von Brandenburg-Preußen geschlossener Vertrag. Der Vertrag bestätigte die im Vertrag von Wehlau getroffenen Vereinbarungen. 
Zudem wurde neu vereinbart:
- Eine „Ewige Allianz“ der beiden Herrscher.
- Brandenburg-Preußen erhielt die Lande Lauenburg und Bütow als erbliches Lehen.
- Brandenburg-Preußen erhielt die Starostei Draheim als Pfandbesitz gegen Zahlung einer Pfandsumme.
- Im Falle des Aussterbens der brandenburgisch-preußischen Linie der Hohenzollern im Mannesstamm sollte das Herzogtum Preußen an den König von Polen zurückfallen.
- Die preußischen Stände hatten bei der Inthronisierung eines neuen preußischen Herzogs gegenüber dem polnischen König und dem Parlament ein homagium eventuale zu leisten.

## Entwicklungsgang zur Souveränität Preußens

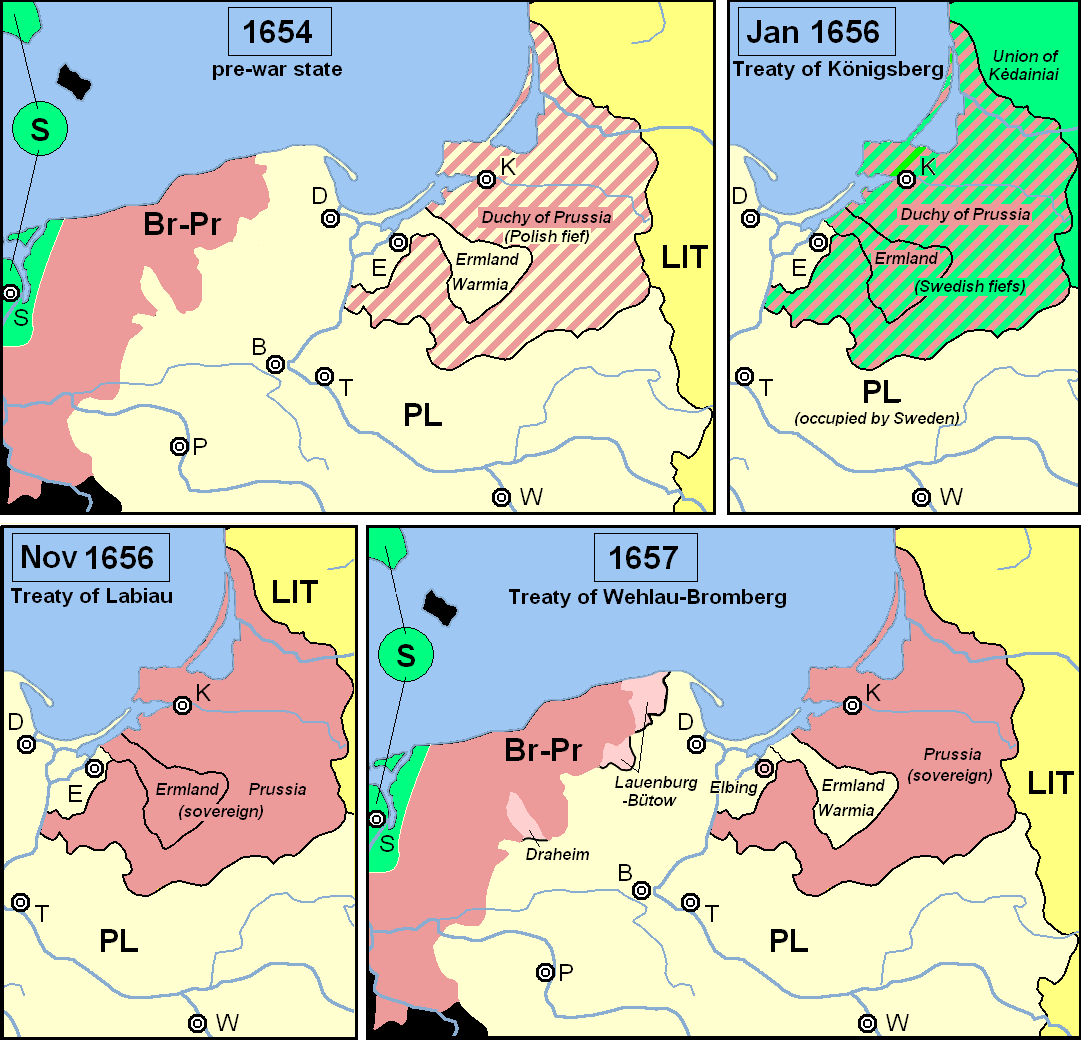
Preußen 1654–1660

- 17. Januar 1656 Vertrag von Königsberg
- 23. Juni 1656  Vertrag von Marienburg
- 28. – 30. Juni 1656 Schlacht bei Warschau
- 20. November 1656 Vertrag von Labiau
- 19. September 1657 Vertrag von Wehlau
- 6. November 1657 Vertrag von Bromberg
- 3. Mai 1660 Vertrag von Oliva